# Juan José Porta
Juan José Porta (Buenos Aires, Argentina; 1895 - Buenos Aires, 13 de julio de 1973) fue un actor cinematográfico y teatral argentino.

## Carrera
Distinguido primer actor de la escena, Porta, incursionó en cine con films tales como El tercer huéspedde 1946 y Maridos modernos en 1948. Compartió escena con figuras del momento como Pepe Arias, Olinda Bozán, Marcelo Ruggero, Pepe Iglesias, Juan José Míguez, Elina Colomer, Betty Lagos, Gloria Grey, Virginia Luque, Rodolfo Onetto, Eduardo Boneo, Miguel Gómez Bao, Fernando Borel, Alita Román, entre muchos otros.
En teatro integró numerosos elencos teatrales destacándose en  1944 la Compañía de Olinda Bozán - Paquito Busto, junto con otros actores como Encarnación Fernández, Nuri Montsé, Raimundo Pastore, Oscar Valicelli, Eva Guerrero y Semillita. Estrenando la obra en ese mismo año titulada Bebucha se casa. También se destacó junto a intérpretes como  Ernesto Raquén, Alberto Soler, Adrián Cúneo, Héctor Méndez, Carlos Belluci y Pedro González.

## Filmografía
- 1938: La rubia del camino
- 1939: La modelo y la estrella
- 1942: El pijama de Adán
- 1942: Ven... mi corazón te llama
- 1942: La hija del ministro
- 1943: El fabricante de estrellas
- 1943: La hija del Ministro
- 1946: El tercer huésped
- 1946: Deshojando margaritas
- 1948: Maridos modernos
- 1948: El tango vuelve a París
- 1948: La Rubia Mireya
- 1948: Porteña de corazón
- 1949: Un tropezón cualquiera da en la vida
- 1949: Edición Extra
- 1949: Todo un héroe
- 1949: Morir en su ley
- 1950: Piantadino
- 1950: Juan Mondiola
- 1950: Valentina
- 1951: El patio de la morocha o Arriba el telón
- 1951: Especialista en señoras
- 1951: El hincha
- 1951: Derecho viejo
- 1952: Como yo no hay dos
- 1952: Mi mujer está loca[3]

## teatro
- 1944: Maridos, con la "Compañía Argentina de Comedias Cómicas Olinda Bozán - Paquito Busto".
- 1944: Bebucha se casa.